# Jason Miskiri
Jason Oliver Miskiri (Georgetown, 19 agosto 1975) è un ex cestista guyanese, professionista nella NBA.